# 北京农学院
北京农学院 (Beijing University of Agriculture) 是一所应用型公立大学，位于中国北京市昌平区。其前身是始建于1956年的河北省通县农业学校。学校法定注册地为：北京市昌平区回龙观镇北农路7号。

## 历史
北京农学院的历史可以追溯至1956年创办的河北通县农业学校。1958年，通县、通州市划归北京市，二者合并为通州区，河北通县农业学校也随着改名为北京市农业学校。1961年，学校搬迁到位于昌平的现校址。自创校到1965年，学校一直是一所专业学校。1965年，学校升格为大学，更名为北京农业劳动大学。但是，随即发生的文化大革命使得学校停办。1978年，中华人民共和国国务院批准设立北京农学院，校址位于原北京农业劳动大学。

## 学术情况
教学与学位
学校目前拥有29个本科专业，11个一级学科硕士学位授权点和7个专业学位类别。学校拥有2个国家级（植物类、动物类）和4个北京市级实验教学示范中心（植物类、动物类、食品加工类、管理类）；建有1个国家级、5个北京市级、172个校级签约的校外人才培养基地。
学术研究
园艺、动物医学与农林经济管理为国家级特色建设专业。
图书馆
学校图书馆拥有各类纸本藏书90余万册，电子图书240余万册。
排名与声望
作为一所地方性普通公立大学，北京农学院目前不属于中国主流的大学联盟或建设计划。2021年北京农学院在[./Https://www.shanghairanking.cn/rankings/bcur/202110 （页面存档备份，存于） 软科]中国大学综合排名中处于211名。
2014年10月，北京农学院入选第一批卓越农林人才教育培养计划项目试点高校。
2015年10月，人力资源社会保障部、全国博士后管委会下发《关于批准合肥国轩高科动力能源股份公司等628个单位设立博士后科研工作站的通知》，北京农学院“北京北农企业管理有限公司”申报的博士后科研工作站获批。
2018年4月26日，北京农学院获得首批中关村示范区高校技术转移办公室。
2021年5月15日，成为高等农林院校课程思政联盟理事会员单位。
2023年底，北京市首家导盲犬培训基地落户北京农学院，在室外建立了室外训练场，模拟一些交通设施，包括过街天桥、步行通道、公交设施，作为日常训练使用。

## 组织管理
学部与学院
学校现有12个下属学院：
- 植物科学技术学院
- 动物科学技术学院
- 园林学院
- 食品科学与工程学院
- 生物科学与工程学院
- 经济管理学院
- 计算机与信息工程学院
- 国际学院
- 文法与城乡发展学院
- 马克思主义学院
- 继续教育学院

同时，学校还设有3个教学部以负责非专业性通识类模块教学：
- 基础教学部
- 外语教学部
- 体育教学部

国际合作
依靠独有的专业特色教育与研究，北京农学院目前与英国哈珀亚当斯大学、日本札幌学院大学等、莫斯科国立法律大学多所大学建立了良好的合作关系。学生有机会参加不同时长的学生交换项目以开拓视野，进而谋求更高水平的学术研究或职业生涯。

## 逸话
自学校复办以来，北京农学院一直以其优美的自然环境而闻名。目前可追溯的最早来源是1975年中国电影《决裂》中有关农学院的评价。每年秋季，校园内银杏路的景色常吸引学校师生及附近居民前来观赏。近年来，一些影视剧组亦因学校校园在自然环境方面的优势而选择在校区周边取景拍摄。